# CXCR2
Le CXCR2 est une protéine formant l'un des récepteurs à l'interleukine 8, de type récepteur couplé aux protéines G. Il est appelé également IL8RB. Son gène est le CXCR2 situé sur le chromosome 2 humain.

## Rôles
Il intervient dans le recrutement des cellules inflammatoires  dans le muscle cardiaque en cas d'ischémie myocardique,  dans la vascularisation synoviale en cas d'arthrite, dans le système nerveux central ou dans les poumons. Il joue un rôle probable dans la genèse de l'hypertension artérielle.